# Ben Simons
Benjamin David Simons, detto Ben (Cadillac, 16 febbraio 1991), è un cestista statunitense, professionista in Europa.